# Olympische Sommerspiele 1968/Kanu – Einer-Kajak 1000 m (Männer)
Die Wettkämpfe im Einer-Kajak über 1000 Meter bei den Olympischen Sommerspielen 1968 wurde vom 22. bis 25. Oktober auf der Pista Olímpica Virgilio Uribe ausgetragen.
Nach je drei Vorläufen, Hoffnungsläufen und Halbfinalläufen standen neun Teilnehmer im Finale. Dort siegte der Ungar Mihály Hesz.

## Ergebnisse

### Vorläufe
Die jeweils ersten drei Boote qualifizierten sich für die Halbfinals, die restlichen Boote für den Hoffnungslauf.

#### Lauf 1
| Rang | Athlet             | Nation             | Zeit       |
| ---- | ------------------ | ------------------ | ---------- |
| 1    | Rolf Peterson      | Schweden           | 4:02,6 min |
| 2    | Andrei Conţolenco  | Rumänien           | 4:03,7 min |
| 3    | Mihály Hesz        | Ungarn             | 4:04,7 min |
| 4    | Paul Hoekstra      | Niederlande        | 4:05,7 min |
| 5    | Adrian Powell      | Australien         | 4:07,3 min |
| 6    | John Glair         | Vereinigte Staaten | 4:13,5 min |
| —    | Fernando Inchauste | Bolivien           | DNF        |
| —    | Günther Pfaff      | Österreich         | DNS        |

#### Lauf 2
| Rang | Athlet           | Nation         | Zeit       |
| ---- | ---------------- | -------------- | ---------- |
| 1    | Erik Hansen      | Dänemark       | 4:05,6 min |
| 2    | Rolf Olsen       | Norwegen       | 4:08,0 min |
| 3    | Horst Mattern    | BR Deutschland | 4:09,5 min |
| 4    | Marc Moens       | Belgien        | 4:09,6 min |
| 5    | José María Colon | Spanien        | 4:16,5 min |
| 6    | John Glavin      | Großbritannien | 4:18,7 min |
| 7    | Fidel Santander  | Mexiko         | 4:28,8 min |

#### Lauf 3
| Rang | Athlet                 | Nation           | Zeit       |
| ---- | ---------------------- | ---------------- | ---------- |
| 1    | Władysław Szuszkiewicz | Polen            | 4:03,4 min |
| 2    | Oleksandr Schaparenko  | Sowjetunion      | 4:03,6 min |
| 3    | Wolfgang Lange         | DDR              | 4:05,3 min |
| 4    | Václav Mára            | Tschechoslowakei | 4:05,4 min |
| 5    | Gabor Joo              | Kanada           | 4:11,8 min |
| 6    | Jouko Viitamäki        | Finnland         | 4:22,2 min |
| 7    | Jérôme Dodo Gaye       | Elfenbeinküste   | 4:31,2 min |

### Hoffnungsläufe
Die ersten drei Boote der Hoffnungsläufe erreichten das Halbfinale.

#### Lauf 1
| Rang | Athlet           | Nation      | Zeit       |
| ---- | ---------------- | ----------- | ---------- |
| 1    | José María Colon | Spanien     | 4:16,6 min |
| 2    | Paul Hoekstra    | Niederlande | 4:18,3 min |
| 3    | Jouko Viitamäki  | Finnland    | 4:25,8 min |

#### Lauf 2
| Rang | Athlet          | Nation             | Zeit        |
| ---- | --------------- | ------------------ | ----------- |
| 1    | Marc Moens      | Belgien            | 4:29,08 min |
| 2    | Gabor Joo       | Kanada             | 4:29,40 min |
| 3    | John Glair      | Vereinigte Staaten | 4:29,89 min |
| 4    | Fidel Santander | Mexiko             | 4:30,09 min |

#### Lauf 3
| Rang | Athlet           | Nation           | Zeit        |
| ---- | ---------------- | ---------------- | ----------- |
| 1    | Adrian Powell    | Australien       | 4:14,05 min |
| 2    | John Glavin      | Großbritannien   | 4:19,28 min |
| 3    | Václav Mára      | Tschechoslowakei | 4:20,58 min |
| 4    | Jérôme Dodo Gaye | Elfenbeinküste   | 4:31,69 min |

### Halbfinalläufe
Die ersten drei Boote der Halbfinals erreichten das Finale.

#### Lauf 1
| Rang | Athlet           | Nation           | Zeit        |
| ---- | ---------------- | ---------------- | ----------- |
| 1    | Rolf Peterson    | Schweden         | 4:01,39 min |
| 2    | Václav Mára      | Tschechoslowakei | 4:03,31 min |
| 3    | Wolfgang Lange   | DDR              | 4:04,62 min |
| 4    | Rolf Olsen       | Norwegen         | 4:09,08 min |
| 5    | José María Colon | Spanien          | 4:13,17 min |
| 6    | Gabor Joo        | Kanada           | 4:17,50 min |

#### Lauf 2
| Rang | Athlet                | Nation         | Zeit        |
| ---- | --------------------- | -------------- | ----------- |
| 1    | Erik Hansen           | Dänemark       | 3:58,72 min |
| 2    | Oleksandr Schaparenko | Sowjetunion    | 3:59,37 min |
| 3    | Mihály Hesz           | Ungarn         | 4:04,97 min |
| 4    | Marc Moens            | Belgien        | 4:06,55 min |
| 5    | John Glavin           | Großbritannien | 4:14,93 min |
| 6    | Jouko Viitamäki       | Finnland       | 4:21,52 min |

#### Lauf 3
| Rang | Athlet                 | Nation             | Zeit        |
| ---- | ---------------------- | ------------------ | ----------- |
| 1    | Władysław Szuszkiewicz | Polen              | 4:05,72 min |
| 2    | Paul Hoekstra          | Niederlande        | 4:06,73 min |
| 3    | Andrei Conţolenco      | Rumänien           | 4:06,78 min |
| 4    | John Glair             | Vereinigte Staaten | 4:08,31 min |
| 5    | Adrian Powell          | Australien         | 4:08,78 min |
| 6    | Horst Mattern          | BR Deutschland     | 4:13,46 min |

### Finale
| Rang | Athlet                 | Nation           | Zeit        |
| ---- | ---------------------- | ---------------- | ----------- |
| 1    | Mihály Hesz            | Ungarn           | 4:02,63 min |
| 2    | Oleksandr Schaparenko  | Sowjetunion      | 4:03,58 min |
| 3    | Erik Hansen            | Dänemark         | 4:04,39 min |
| 4    | Władysław Szuszkiewicz | Polen            | 4:06,36 min |
| 5    | Rolf Peterson          | Schweden         | 4:07,86 min |
| 6    | Václav Mára            | Tschechoslowakei | 4:09,35 min |
| 7    | Andrei Conţolenco      | Rumänien         | 4:09,96 min |
| 8    | Wolfgang Lange         | DDR              | 4:10,03 min |
| 9    | Paul Hoekstra          | Niederlande      | 4:13,28 min |

## Weblink
- Ergebnisse